# Стрелков, Евгений Михайлович
Евге́ний Миха́йлович Стрелко́в (16 августа 1963; Тавда, Свердловская область, РСФСР, СССР) — российский поэт, эссеист, редактор, графический дизайнер, современный художник, художник лэнд-арта, куратор.
Главный редактор литературно-художественного альманаха «Дирижабль».

## Биография
Родился 16 августа 1963 года в городе Тавде Свердловской области. В 1985 году окончил радиофизический факультет Горьковского государственного университета. После окончания университета работал в Научно-исследовательском радиофизическом институте (НИРФИ). В свободное время рисовал. В 1990 году покинул институт и занялся графическим дизайном, литературой и, позже, современным искусством.
С 1993 года начал выставляться в Москве и Санкт-Петербурге. В 1997 году впервые занялся лэнд-артом и книгами художника. В 1999 году выступил куратором выставки книги художника «Истории художников с Востока» в Праге. В 2000 году организовал лэнд-арт-фестиваль «Пойма времени». После месячной стажировки в 2000 году в Германии создал книги «Rhein Collection» и «Rhein-Oka Membrane». В 2001 году вместе с Игорем Сорокиным создал паблик-арт проект «След сада». В 2002 году на фестивале «Современное искусство в традиционном музее» в Санкт-Петербурге осуществил медиа-арт проект «Техногенез: хромофаза». В 2004 году создал книгу художника «Поворот рек» и медиа-проект «Сирены». В том же году прошли ретроспектива во французском городе Ди, выставки в Лондоне, Сургуте и Ижевске. С этого времени начал активно заниматься медиа-артом. Несколько работ 2000-х годов («waterБюст», «Сумма речи», Сиреноскоп", «Дельта», «Мамонт-эффект») стали участниками фестивалей и выставок во Франции, Германии, Англии и России (в Москве, Нижнем Новгороде, Санкт-Петербурге, Красноярске, Саратове, Тольятти, Ярославле).
Евгений Стрелков является постоянным спикером лектория парка науки ННГУ Лобачевский Lab.
Один из участников группового проекта Город как субъективность художника (2018—2020).
Главный редактор литературно-художественного альманаха «Дирижабль». Публиковался в журналах Messive (Париж), IF (Марсель), «Волга» (Саратов).
Арт-директор дизайн-студии «Дирижабль».
Живёт в Нижнем Новгороде.

## Награды и премии
- Призёр конкурса Образ книги (2022) — за книгу художника «Экспедиция остроумов».
- 2001 — Приз Ассоциации «Открытый музей» и поездка на музейный фестиваль в Дубровник (за паблик-арт проект «След сада», совместно с Игорем Сорокиным).
- Дважды призёр Красноярской музейной биеннале.

## Выставки

### Персональные выставки
- 2012 — «Локация. Евгений Стрелков & "Дирижабль"», в рамках XI международного научно-практического семинара по аудиовизуальной антропологии «Адаптация народной традиции к современным условиям: другая жизнь» (с участием Игоря Колесова, Дмитрия Хазана, Алексея Циберева, Игоря Сорокина, Андрея Суздалева), Институт Наследия, Москва, 24—28 сентября.

## Куратор
- 2000 — лэнд-арт фестиваль «Пойма времени».

## Евгений Стрелков в литературе

### Посвящения
Евгению Стрелкову посвящено стихотворение Дмитрия Замятина «Нижний Новгород».

### Публикации Евгения Стрелкова

#### Книги художника
- Воздушная Арктика (1997)
- Письмо для Неба (1998)
- Атлас дыма (1999)
- Английский Пассажир (1999)
- Каталог проекций (1999)
- Каллиграфия времени (1999)

#### Поэтические книги
- Радиопары. — Нижний Новгород, 2007. — 16 с.
- Молекулы. — Нижний Новгород, 2009. — 16 с.
- Воздушная Арктика. — Нижний Новгород, 2009. — 16 с.
- Молекулы / Послесловие С. Завьялова. — Нижний Новгород: Дирижабль, 2015. — 128 с.
- Лоции. Нижний Новгород: Дирижабль, 2018
- Сигналы. Нижний Новгород: Дирижабль, 2021.

#### Интервью
- Змеева Екатерина. Евгений Стрелков — художник, дизайнер, издатель, литератор, музыкант, 44 года, Нижний Новгород // Элитный квартал. — 2007.

### О Евгении Стрелкове
- Глубоков Борис. Президент Стрелков и «Платформа» // Земское обозрение. — № 31. — 2004.
- Баталина Юлия. Новое прочтение (недоступная ссылка) // Новый компаньон. — 2006.
- Кузнецова Ирина. Выдры, book-art и театр станут темами пятой «Печакучи» // Время. — 2011. — 28 января.
- Казарновский Пётр. «Сумма речи»: [Рецензия на книгу: Стрелков Е. Молекулы. Нижний Новгород, 2015] // Новое литературное обозрение. — 2016. — № 1 (137).